# Delphinium pylzowii
Delphinium pylzowii är en ranunkelväxtart som beskrevs av Carl Maximowicz. Delphinium pylzowii ingår i släktet storriddarsporrar, och familjen ranunkelväxter. Utöver nominatformen finns också underarten D. p. trigynum.